# Lipa (gromada w powiecie przemyskim)
Lipa – dawna gromada, czyli najmniejsza jednostka podziału terytorialnego Polskiej Rzeczypospolitej Ludowej w latach 1954–1972.
Gromady, z gromadzkimi radami narodowymi (GRN) jako organami władzy najniższego stopnia na wsi, funkcjonowały od reformy reorganizującej administrację wiejską przeprowadzonej jesienią 1954 do momentu ich zniesienia z dniem 1 stycznia 1973, tym samym wypierając organizację gminną w latach 1954–1972.
Gromadę Lipa z siedzibą GRN w Lipie utworzono – jako jedną z 8759 gromad na obszarze Polski – w powiecie przemyskim w woj. rzeszowskim na mocy uchwały nr 30/54 WRN w Rzeszowie z dnia 5 października 1954. W skład jednostki weszły obszary dotychczasowych gromad Lipa, Dobrzanka, Malawa, Jawornik Ruski, Borownica i Brzeżawa ze zniesionej gminy Żohatyn w tymże powiecie. Dla gromady ustalono 9 członków gromadzkiej rady narodowej.
31 grudnia 1961 gromadę zniesiono, włączając jej obszar do gromad Leszczawa Dolna (wsie Dobrzanka i Malawa) i znoszonej Piątkowa (wsie Borowice, Brzezawa, Lipa i Jawornik Polski) w tymże powiecie.